# Steve Katz (Musiker)

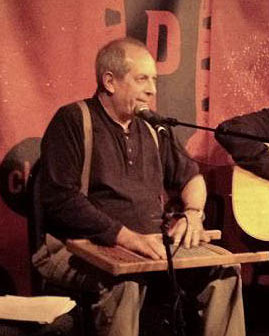
Steve Katz

Steve Katz (* 9. Mai 1945 in Brooklyn, New York City) ist ein amerikanischer Gitarrist und Sänger, der vor allem als Mitglied der Bands Blues Project und Blood, Sweat & Tears bekannt wurde.

## Leben
Geboren in New York, wuchs Katz in Schenectady, New York auf. Bereits in jungen Jahren trat er als talentierter Musiker in Erscheinung. Ende der 1950er spielte er in einer lokalen Fernsehshow namens Teenage Barn die aktuellen Hits.
Doch interessierte er sich bald mehr für die Wurzeln der populären Musik, Folk und Blues. Im New Yorker Greenwich Village fand er jede Menge Gleichgesinnte, darunter Stefan Grossman, Maria Muldaur oder John Sebastian, mit denen er 1963 in der Even Dozen Jug Band musizierte.
Katz brach seine College-Ausbildung ab und arbeitete als Gitarrenlehrer. Daneben spielte er in verschiedenen Gruppen. Danny Kalb engagierte ihn schließlich 1964 für seine neue Band, die unter dem Namen Blues Project bekannt wurde. Mit dem Blues Project spielte Katz 1967 beim Monterey Pop Festival. Wenig später löste sich die Gruppe auf.
Al Kooper gewann Katz 1968 als Mitglied für Blood, Sweat & Tears, bei denen er bis 1972 die Gitarre spielte. Danach arbeitete Katz hauptsächlich als Produzent und Manager, unter anderem mit Lou Reed und der irischen Folkband Horslips. Irland wurde zu seiner zweiten Heimat.
Später zog sich Steve Katz mehr und mehr aus dem Musikgeschäft zurück und lebte zurückgezogen im Hinterland des Staates New York. 1994 spielte Steve Katz noch ein Konzert mit Al Kooper und weiteren ehemaligen Mitgliedern von Blood, Sweat & Tears. Hierbei kam es jedoch zum Zerwürfnis mit Kooper und Katz ließ seinen Namen und seine musikalischen Beiträge aus dem später erscheinenden Live-Album entfernen.

## Schriften
- Blood, Sweat, and My Rock ‘n Roll Years: Is Steve Katz a Rock Star? Rowman & Littlefield, 2015, ISBN 978-1-4930-9999-3.